# 沈申甫
沈申甫（1921年8月31日—2006年12月22日），航空航天学家，流体力学家。父沈祖玮为工程学家，弟沈宗瀛为医药学家。中國浙江吴兴人。
曾获美国古根汉基金会研究奖，美國國家科學院工程科学成就奖，德国汉堡基金会美国资深科学家奖等。美国国家工程院院士、美國國家科學院院士、中華民國中央研究院第9屆(數理科學組)院士、国际宇航科学院通讯院士。

## 生平
1921年生于中國上海。1937年考入国立中央大学航空工程系，和冯元桢、易家訓、陆孝彭、陆元九等人同学，师从罗荣安、黄玉珊、谢安祜等人。
1941年毕业后在成都航空研究院设计组服务。1943年赴美麻省理工学院師從錢學森学习，1949年获航空工程博士学位。毕业后先后任教于麻省理工学院、马里兰大学（航空工程教授1950年-1961年）、康乃尔大学（航空及太空工程教授1961年-1978年）、機械及航太工程（講座教授1978年-1992年）。在航空航天、流体力学领域成就卓著，驰名国际。曾被十多所著名大学聘为访问教授或特约讲座教授，如瑞士苏黎世联邦理工学院、法國巴黎大学（客籍教授1964年, 1969年)、奧地利維也納理工大學（客籍教授1977年）、日本东京大学（客籍教授1984年）、義大利罗马大学（客籍教授1991年）以及中華民國國立臺灣大學（特約講座教授1991年，1993年）、國立中央大學（特約講座教授1995年）等校。
2006年12月22日在美國紐約州過世。

## 榮譽
- 美國古根漢基金會研究獎（1957年）
- 美國華盛頓科學院工程成就獎（1957年）
- 美國華盛頓科學院院士（1958年）
- 國際太空科學院通訊院士（1966年）
- 中央研究院院士（第9屆 數理科學組）院士（1972年）
- 德國宏堡基金會資深科學研究獎（1984年）
- 美國國家工程學院院士（1985年）

## 外部連結
1. ↑  沈申甫 逝世院士一覽表 （页面存档备份，存于） 中央研究院